# جيمي برونو
جيمي برونو (بالإنجليزية: Jimmy Bruno)‏ هو عازف قيثارة أمريكي، ولد في 22 يوليو 1953 في فيلادلفيا في الولايات المتحدة.

## وصلات خارجية
- الموقع الرسمي
- جيمي برونو على موقع ميوزك برينز (الإنجليزية)
- جيمي برونو على موقع ديسكوغز (الإنجليزية)